# Raoul Vaneigem
Raoul Vaneigem (Lessen, 21 maart 1934) is een Belgisch situationist en auteur.

## Leven
Vaneigem is de zoon van een spoorwegbeambte en groeide op in een arbeidersmilieu. Na studies Romaanse talen aan de Université Libre de Bruxelles en een thesis over Lautréamont (1952-56), werd hij leraar in Nijvel. Hij nam deel aan de woelige stakingsgolf tegen de Eenheidswet (1960-61) en schreef in die periode de Franse socioloog Henri Lefebvre aan, die hem in contact bracht met Guy Debord in Parijs. Tussen de twee vormde zich onmiddellijk een hechte vriendschap. Ze lanceerden de Situationistische Internationale (S.I.) en publiceerden in 1967 elk een boek dat druk besproken werd in de protesten van mei '68. In 1970 verliet Vaneigem de S.I. met een oproep tot radicaal hedonisme.

## Ideeëngoed
In zijn radicale kritiek op het kapitalisme ziet Vaneigem de revolutie als een voorwaarde voor levensvreugde. Hij is fel gekant tegen religie en schreef enkele boeken over de geschiedenis van christendom en ketterij, met name tijdens de middeleeuwen. Hij uitte bijzondere waardering voor de vrijgeesterij.

## Publicaties
- Traité de savoir-vivre à l'usage des jeunes générations, 1967
Vertaald als Handboek voor de jonge generatie, 1976
- De la grève sauvage à l'autogestion généralisée, 1974 (onder het pseudoniem Ratgeb)
- Le Livre des plaisirs, 1979
- Le Mouvement du libre-esprit. Généralités et témoignages sur les affleurements de la vie à la surface du Moyen Âge, de la Renaissance et, incidemment, de notre époque, 1986
- Adresse aux vivants sur la mort qui les gouverne et l'opportunité de s'en défaire, 1990
- Les controverses du christianisme, 1992 (onder het pseudoniem Tristan Hannaniel)
- Lettre de Staline à ses enfants enfin réconciliés de l'Est et de l'Ouest, 1992
- La Résistance au christianisme. Les hérésies des origines au XVIII, 1993
- Les Hérésies, 1994
- Banalités de base, 1995 https://www.globalinfo.nl/recensies-enzo/raoul-vaneigem-basisbanaliteiten/
- Avertissement aux écoliers et lycéens, 1995 https://www.globalinfo.nl/recensies-enzo/waarschuwing-voor-leerlingen-en-scholieren-raoul-vaneigem/
- Nous qui désirons sans fin, 1996
- La Paresse, 1996
- Notes sans portée, 1997
- Dictionnaire de citations pour servir au divertissement et à l'intelligence du temps, 1998
- Nous qui désirons sans fin, 1999
- De l'inhumanité de la religion, 2000
- Déclaration des droits de l'être humain. De la souveraineté de la vie comme dépassement des droits de l'homme, 2001
- Pour une internationale du genre humain, 2001
- Déclaration universelle des droits de l'être humain, 2001
- L'Ère des créateurs, 2002
- Pour l'abolition de la société marchande pour une société vivante, 2002
- Salut à Rabelais! Une lecture au présent, 2003
- Rien n'est sacré, tout peut se dire, 2003
- Le Chevalier, la Dame, le Diable et la Mort, 2003
- Modestes propositions aux grévistes, 2004
- Voyage à Oarystis, 2005
- Journal imaginaire, 2005
- Entre le deuil du monde et la joie de vivre, 2008
- Ni pardon ni talion, 2009
- De l'amour, 2010
- L'État n'est plus rien, soyons tout, 2010
- Lettre à mes enfants et aux enfants du monde à venir, 2012 https://www.globalinfo.nl/recensies-enzo/raoul-vaneigem-brief-aan-mijn-kinderen-en-aan-de-kinderen-van-de-wereld-in-aantocht/

- Les Cueilleurs de mots, illustré par Gabriel Lefebvre, 2012
- Histoire désinvolte du surréalisme, 1977 (onder het pseudoniem Jules-François Dupuis)
Vertaald als Het stuurse gezicht van het surrealisme, 2005
- Rien n'est fini, tout commence, 2014 (interviews door Gérard Berréby)
- De la destinée, 2015 https://www.globalinfo.nl/recensies-enzo/raoul-vaneigem-de-bestemming/
- Propos de table, 2018 https://www.globalinfo.nl/algemeen/tafelpraat-dialoog-tussen-het-leven-en-het-lijf/